# Galegos (Santa Maria)

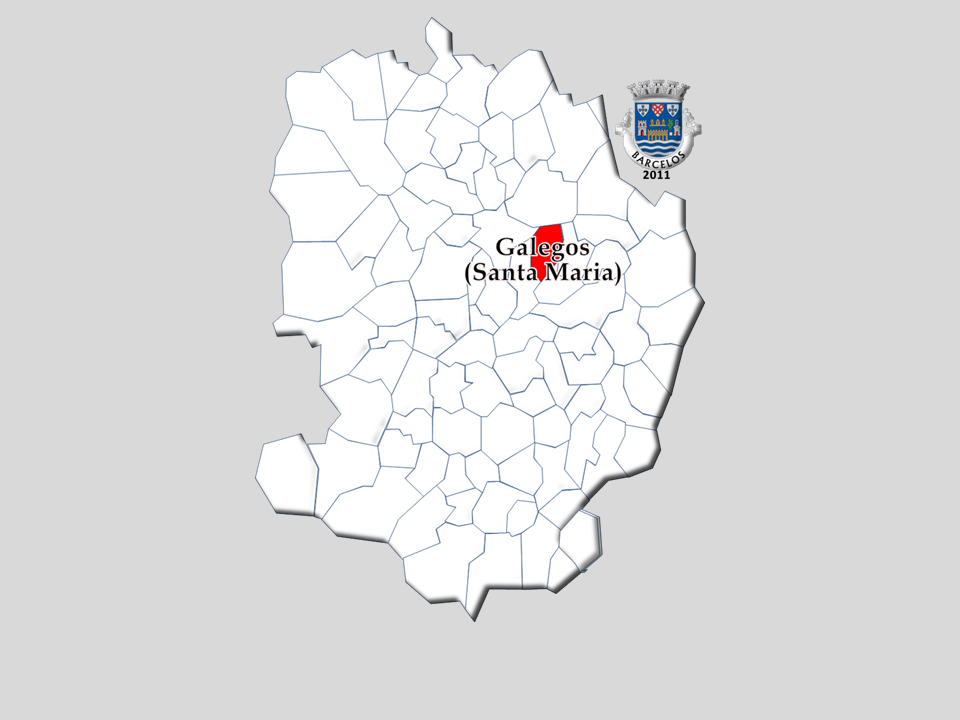
Freguesia de Galegos (Santa Maria)

Galegos (Santa Maria) é uma freguesia portuguesa do município de Barcelos, com 4,59 km² de área e 2848 habitantes (censo de 2021). A sua densidade populacional é 620,5 hab./km².
A designação Galegos (Santa Maria) é nome, ou designação oficial, da freguesia desde 2005. Anteriormente designava-se a freguesia e a paróquia por Santa Maria de Galegos. Atualmente este termo aplica-se, apenas, à paróquia. 

## Demografia
A população registada nos censos foi:
| Distribuição da População por Grupos Etários | Distribuição da População por Grupos Etários | Distribuição da População por Grupos Etários | Distribuição da População por Grupos Etários | Distribuição da População por Grupos Etários |
| -------------------------------------------- | -------------------------------------------- | -------------------------------------------- | -------------------------------------------- | -------------------------------------------- |
| Ano                                          | 0-14 Anos                                    | 15-24 Anos                                   | 25-64 Anos                                   | > 65 Anos                                    |
| 2001                                         | 712                                          | 578                                          | 1552                                         | 239                                          |
| 2011                                         | 523                                          | 445                                          | 1693                                         | 326                                          |
| 2021                                         | 384                                          | 356                                          | 1613                                         | 495                                          |

## História
Da sua origem pouco se sabe, mas talvez derive de alguma colónia de homens da Galiza que aqui se radicaram após o movimento da reconquista da península ibérica aos árabes.

### Século X
As origens mais remotas de Galegos (Santa Maria) encontram-se ligadas com a família de Mumadona Dias, filha de Diogo Fernandes e de Óneca Lucides (ou Ónega Garcês de Plamplona). Mumadona Dias teve seis filhos, dos quais, uma filha com o nome Ónega, a quem, por testamento, doou a Villa D'Ónega (conforme testamento do ano 950 já se encontrava-se dividida). Teve uma neta com o nome de Mumadona Gundisalvus, quem sabe ascendente de Gundisalvus Luz.
Daí existir a referência a uma Villa d`Onega, relatada num documento de 1479 que os religiosos de Villar de Frades apresentaram como prova no processo movido a Pedro de Sousa, senhor da terra de Prado, porque este persistia em violar a imunidade concedida ao Couto de S. Martinho de Manhente, do qual uma pequena parte do território fez parte:
"e daly a Penellas honde esta huum penedo que tem huua cruz que marca o dicto couto. E daly se vay per a cassa de Joham de Trellafonte honde esta outro padrom assy como se vay aa mamoa que parte Villa d`Onega que se ora chama Gallegos do dicto couto assy como parte ha freguesia de Sam Vereximo…José Marques em "Extinção do Mosteiro de Manhente" - separata de Barcelos Revista de 1985.

### Século XI
Data de 1081 o primeiro documento, doc.595, com referência a Galegos, então Villa Gallegus, onde Gundisalvus Luz doa várias Villas a sua filha Uniscone Prolix Sosedix, entre as quais Villa Gallegus, situada entre Lima e Cávado. Nessa data existiam três localidades com o nome Galegos, contudo só esta se situa entre Lima e Cávado.

### Século XIII
As primeiras referências a Santa Maria de Galegos encontram-se nos documentos das inquirições gerais de 1220 elaboradas a mando de D. Afonso II e nas inquirições de 1258 elaboradas a mando de D. Afonso III.
Em 1220 a designação era 'Sancta Maria de Gallegos'(nota1). Martinus Godiis abbas, Petrus Petri, Petrus Sueriz, Petrus Johannis, Petrus Gunsalvi, Johannes Pelagii, Filius Bonus, Johannes Sueriz, Fernandus Gunsalvi, Petrus Pequeno, Suerius Pelagiz, jurati dixerunt quod Rex nullum habet ibi Regalengum.
Nas inquirições de 1258 a designação tinha a seguinte grafia Sancte Marie de Galletibus.
nota 1: Leia-se Gallecos e não Gallegos. O documento consultado trata-se de uma transcrição pelo que é notório que tenha ocorrido erro de transcrição, dado que no mesmo documento aparece Gallecos quando se referem à paróquia, como também aparece Gallecos quando se referem a Galegos (São Martinho).
A principal família de Santa Maria dos Galegos eram os Gunsalvi (Gonçalves) - Johannes, Petrus e Fernandus Gunsalvi, rico-homens - com descendência até aos dias de hoje, nos Gonçalves Salgueiro da Casa do Salgueiro.

### Século XV
Segundo José de Sousa Machado, no livro "O poeta do Neiva" (1929), Diogo de Azevedo, filho de Martim Lopes de Azevedo (Casa de Azevedo), teve o padroado de Santa Maria de Galegos e da sua anexa S. Salvador de Quirás, por doação dos respectivos fregueses, a 23 de Maio de 1480. 
O arcebispo D. Diogo de Sousa confirmou essa doação em 1505.

### Século XVIII
Memória Paroquial de 1758
«Na Província de Entre Douro e Minho, Arcebispado de Braga, Comarca de Viana, Termo de Prado do qual é Senhor Donatário o Ilustríssimo e Excelentíssimo Marquês de Minas, abrange dezoito freguesias e dois coutos, Azevedo e Manhente. No Vale de Tamel está situada a freguesia de Santa Maria de Galegos e no coração daquela a Igreja Matriz que é seu Orago a Senhora da Encarnação e tem três altares, um é o mor onde está colocado o Santíssimo e na parte da Epístola o senhor São José. Tem um colateral com o título de Senhora do Rosário da parte do Evangelho e outro da parte da Epístola com o título de S. Sebastião. Tem duas confrarias, uma do Santíssimo e outra da Senhora do Rosário. No centro da freguesia está a Igreja paroquial com includência de onze lugares com as titulações seguintes: S. João, da Igreja, Pena, Casa Nova, Souto de Oleiros, Portela, Casal do Monte, Outeiro, Fraião, Souto, Aldeia, Trás da Fonte, Arrabaldos, que bem contados fazem o número de treze. É padroeiro in solidum desta Abadia Pedro Lopes de Azevedo Pinheiro Pereira e Sá, e actual Senhor da Ilustre Casa de Azevedo e dos Coutos de Azevedo, Paradela e Rates. Tem de rendimento este benefício dois mil cruzados. Tem uma capela contígua à Igreja Matriz com o título de São João Baptista a qual é administrada pelos devotos da freguesia e ornada. Tem capela de Santo Amaro com pouca distância da Matriz que é do Abade desta freguesia, que no dia quinze de Janeiro com muita gente, com várias esmolas para o Santo e para a assistência de sua festa. Os frutos desta freguesia no que mais abunda é o milho alvo e o centeio, dos mais têm suficiência. Não tem juiz ordinário nem Câmara por ser esta freguesia sujeita às justiças da Vila de Prado como referi ao princípio. Serve-se do correio da Vila de Barcelos que dista meia légua, e da cidade de Braga duas e de Lisboa sessenta. Tem cinco fontes subterrâneas e algumas de água excelente. Atravessa esta freguesia da parte do Norte a dilatada serra de Oliveira, estende um braço até o reino de Galiza outro da parte do Sul de até São Tiago de Vila Seca aproximando-se junto ao mar do castelo de Esposende. Terá de comprimento até ao reino de Galiza doze léguas, de largura em partes meia légua, em partes mais de duas pouco mais ou menos. Para a parte de Esposende fará extensão de três léguas. Traz caça de perdizes, lebres e coelhos, na parte que avizinha com esta freguesia. Tem sobreiros, castanheiros, carvalhos, nas fraldas pinheiros. Tem uma capela de S. Lourenço no ápice desta Serra que se festeja a dez de Agosto à qual concorre alguma gente de romaria. O temperamento é seco e quente. Pouca distância da capela mencionada estão pedaços de parede de altura de uma vara, em partes menos. O número de pessoas desta freguesia são duzentas e vinte e uma salvo erro. As paredes referidas são demonstrativo de que em outro tempo esteve na serra acima declarada Vila, ou castelo de Mouros porque consultadas as Crónicas do nosso Portugal se achava assaz povoado deles se o invicto Rei, e sempre Augusto D. Afonso Henriques, subsidiado da mão divina os não desbaratasse fazendo-lhes porfiada guerra.
Consertada comigo por ser vizinho imediato.
O Abade de S. Veríssimo, Domingos Gomes de Araújo.
O Abade de Santa Maria de Galegos e sua Anexa de Salvador de Quirás,
Baltasar Ferreira da Silva.»

### Século XIX
A freguesia Santa Maria de Galegos pertenceu ao concelho de Prado até ao início do século XIX. Só em 1835 foi incorporada no concelho de Barcelos.

## Geografia
Dista 6 km da cidade de Barcelos e é circundada a norte pela freguesia de Roriz, a nascente por Oliveira e Galegos (São Martinho), a sul por Manhente e Tamel (São Veríssimo) e a poente por Lijó.
A freguesia localiza-se no sopé do Monte do Facho e estende-se pelo Vale do Tamel, planície formada por pequenas ondulações e é fertilizada pelo Ribeiro de Eirôgo, que desagua no Ribeiro das Pontes, afluente do rio Cávado.
Na década de 60/70 escreveram o seguinte sobre Galegos
- Pov. e freg. do conc. e com. de Barcelos; distr. e arquidioc. de Braga. 1555 h. em 266 fog. (1960). Orago: Sta. Maria. Situada em terreno fértil, a c. 6 km a NE da sede so conc. Fica dentro da sua área a nascente de água mineral denominada de Castanheiros e Quinta do Eirôgo (fria, hipossalina, bicarbonata-cloretada sódica, siliciosa, azotada, e sulfídrica) utilizada no tratamento de doenças da pele. A antiga Freg. era uma abadia da representação da Casa dos Azevedos, no antigo termo da vila de Prado. Em 1838 fugurava na com. de Braga; em 1852 já na de Barcelos. O topónimo G. aparece pela 1ª vez documentado em 1081[8]

Nos finais do século XVIII António Cruz escreveu o seguinte sobre Galegos
- Fogos 95; H/+14 anos 106; Rapazes/-14 anos 98; M/+14 anos 125; Raparigas/-14 anos 95; Almas 424; Rendimento dos Dizímos 500$[9]

## Cultura
Terra desde sempre ligada à olaria, facilmente se descobre as origens do aproveitamento do barro e a razão de existir das mais antigas tradições ligadas ao fabrico de figurado único.
Aqui nasceu o célebre e consagrado Galo de Barcelos das mãos do Sr. Domingos Côto que deu fama e se tornou imagem de marca, não só de Barcelos mas também de Portugal. Outros artesãos surgem ligados a esta tradição recriam cenas e imagens do quotidiano religioso ou profano das aldeias, colocando alma e sentimento em cada uma das peças criadas em momentos de inspiração e engenho que lhes aflora, literalmente, nas mãos.

### Artesanato
| - Ana Baraça (Ordem do Infante D. Henrique) * António Côto * Conceição Sapateiro * Domingos Côto * Emília Côta * Fernando Baraça e filhos Carlos, Moisés e Victor * Fernando Morgado * Mistério, Domingos Gonçalves Lima * Francisco "Mistério" |  | - Joaquim Esteves - João Côto - João Ferreira - José Gonçalves Lopes - Júlia Côta - Júlio Alonso - Manuel Macedo - Manuel Valada - Rosa Côta - Rosalina Pereira |

### Livros
- ALMEIDA, Francisco Alves de (1976) Galegos Santa Maria (1ª monografia)
- Revista do Cinquentenário do Santa Maria futebol Clube

## Património imóvel

### Arqueologia
- Monumento Castrejo de Santa Maria de Galegos com Forno

### Arquitetura civil
- Azenha de Cabanos
- Azenha do Mariano
- Fontanários (de trás da fonte, de igreja, da sacristia da Igreja)
- Posto do Leite (desativado)
- Residência Paroquial
- Termas do Eirogo
- Casas Rurais com valor cultural:
  - Casa da Dª Samarina, ou de Aldeia
  - Casa dos Lourenços
  - Casa do Souto (Abreus)
  - Casa dos Rochas
  - Casa dos Ermidas
  - Casa das Almas
  - Casa da Portela
  - Casa de Trás da Fonte
  - Casa Torres e Campos (Dª Clotilde)

### Arquitetura religiosa
ver paróquia de Santa Maria de Galegos

### "Equipamentos" religiosos
ver paróquia de Santa Maria de Galegos

### Equipamentos civis
- Escola Primária, "Antiga" (modelo (?) do estado novo)
- Escola Básica do Primeiro Ciclo
- Estádio da Devesa
- Campo José Crisóstomo Gonçalves
- Lavadouro Comunitário, ou Tanque
- Sede da Junta de Freguesia

### Património demolido
ver paróquia de Santa Maria de Galegos

## Património natural
Galegos (Santa Maria) situa-se numa zona rica em recursos naturais, nomeadamente águas, são disso exemplo as Termas do Eirôgo e várias "minas de água" existentes no subsolo.
Podem ser observados animais em estado selvagem, são exemplo: os melros, gaios, esquilos.
Zona de Protecção ao Aquífero Termal (Diário da República 12/1990)

## Transportes
Ao nível de transportes públicos é servida pela transportadora Transdev.

### Acessibilidades
Rodoviárias
- CM 1058
- EN 306 - Barcelos-Ponte de Lima
- EN 205 - Barcelos-Braga
- A11 - Auto-estrada Apúlia-Castelões
- A3 - Auto-estrada Porto-Valença

Ferroviárias
- Estaçāo dos Caminhos de Ferro de Barcelos - 6 km

Aéreas
- Aeroporto Internacional Francisco Sá Carneiro, Porto - 45 km
- Aeródromo de Braga, Palmeira Braga - 18 km

## Economia
(…)
Atividades extintas:
- Aguadeiro(a) (pessoa que distribui água)
- Alfaiate
- Jornaleiro (pessoa contratada para jornada de trabalho)
- Moleiro

## Política

### Eleições autárquicas
| Data | %       | V       | %     | V  | %      | V      | %       | V       |
| Data | PPD/PSD | PPD/PSD | PS    | PS | CDS-PP | CDS-PP | PSD-CDS | PSD-CDS |
| ---- | ------- | ------- | ----- | -- | ------ | ------ | ------- | ------- |
| 1976 | 67,83   | 7       | 20,16 | 2  | 9,44   | -      |         |         |
| 1979 | 86,39   | 12      |       |    | 7,91   | 1      |         |         |
| 1982 | 84,71   | 12      | 12,29 | 1  |        |        |         |         |
| 1985 | 77,77   | 8       | 14,38 | 1  |        |        |         |         |
| 1989 | 75,25   | 8       | 18,10 | 1  |        |        |         |         |
| 1993 | 47,14   | 4       | 48,41 | 5  | 1,90   | -      |         |         |
| 1997 | 57,69   | 5       | 38,61 | 4  | 1,48   | -      |         |         |
| 2001 | 68,96   | 7       | 25,26 | 2  | 1,68   | -      |         |         |
| 2005 | 70,61   | 7       | 21,92 | 2  |        |        |         |         |
| 2009 | 55,12   | 5       | 36,93 | 4  |        |        |         |         |
| 2013 |         |         | 42,79 | 4  |        |        | 51,49   | 5       |
| 2017 | 9,55    | 1       | 78,52 | 8  |        |        |         |         |

## Associações e movimentos

### Associações civis
- Associação Galo Novo, I.P.S.S.
- Grupo Folclórico Juvenil de Galegos Santa Maria
- Santa Maria Futebol Clube

### Grupos e movimentos religiosos
ver paróquia de Santa Maria de Galegos

### Grupos e movimentos extintos
ver paróquia de Santa Maria de Galegos
- banda heavy metal "Imortalis" (1994-2003)
- banda de pop/rock "indecisos"
- banda de pop/rock "Red Blink" (2003-2008)

## Espaços de Lazer
- Parque de lazer da Igreja
- Parque de lazer do Souto
- Zona de manutenção desportiva da Devesa